# China Lee
China Lee, nacida Margaret Lee, (nacido el 2 de septiembre de 1942) es una modelo y actriz estadounidense. Fue Playmate del mes para la revista Playboy en agosto de 1964, y la primera Playmate asiático-americana. Fue fotografiada por Pompeo Posar.  Según su perfil de Playmate, su nombre se pronuncia "chee-na" para rimar con "Tina". 

## Primeros años
Lee nació en Nueva Orleans, Luisiana, de padres chinos que habían emigrado a los Estados Unidos después de su matrimonio. La familia tenía una lavandería. Es la más joven de ocho hermanos y la hermana pequeña de Harry Lee, quién sirvió como sheriff de la Parroquia de Jefferson, Luisiana, durante aproximadamente 28 años. El nombre "China" se deriva de su apodo "Chinita" (pequeña niña China) que le pusieron sus vecinos hispano-hablantes mientras le veían bailar cuando ella era niña.

## Carrera
Lee trabajó como estilista de cabello y camarera, luego como Conejita en el Club Playboy, antes de aparecer en Playboy. Había sido una "Conejita Entrenadora", lo cual le permitía viajar a diferentes clubs Playboy para enseñar a otras Conejitas.
Lee apareció al final de What's Up, Tiger Lily?, de Woody Allen, interpretando un estriptis.

## Vida personal
Se casó con el cómico Mort Sahl en 1967. Se divorciaron en 1991. Tuvieron un hijo, Mort Sahl, Jr., el cual falleció el 27 de marzo de 1996, a los 19 años de edad.

## Filmografía parcial
- Medium Cool (1969)
- Don't Make Waves (1967)
- Good Times (1967)
- La chica de CIPOL (1967)
- The Swinger (1966)
- What's Up, Tiger Lily? (1966)
- Harper (1966) .... Bailarina
- Dr. Goldfoot and the Bikini Machine (1965)
- The Troublemaker (1964)